# H.H. Engelbewaarderskerk (Lisse)
De H.H. Engelbewaarderskerk is een rooms-katholieke kerk aan de Heereweg 457 in de Nederlandse plaats Lisse.
De kerk werd in 1930-1931 gebouwd voor de bewoners van buurtschap De Engel. Architect Jan Stuyt ontwierp een centraalbouwkerk in neobyzantijnse stijl. De koepelschildering werd in 1931 gemaakt door Jan Dunselman. De kruiswegstaties werden in 1954 vervaardigd door de Roermondse kunstenaar J. Thiessen.
De Engelbewaarderskerk is in gebruik bij de parochie Heilige Willibrordus. Het kerkgebouw en de pastorie zijn rijksmonumenten.

## Afbeeldingen

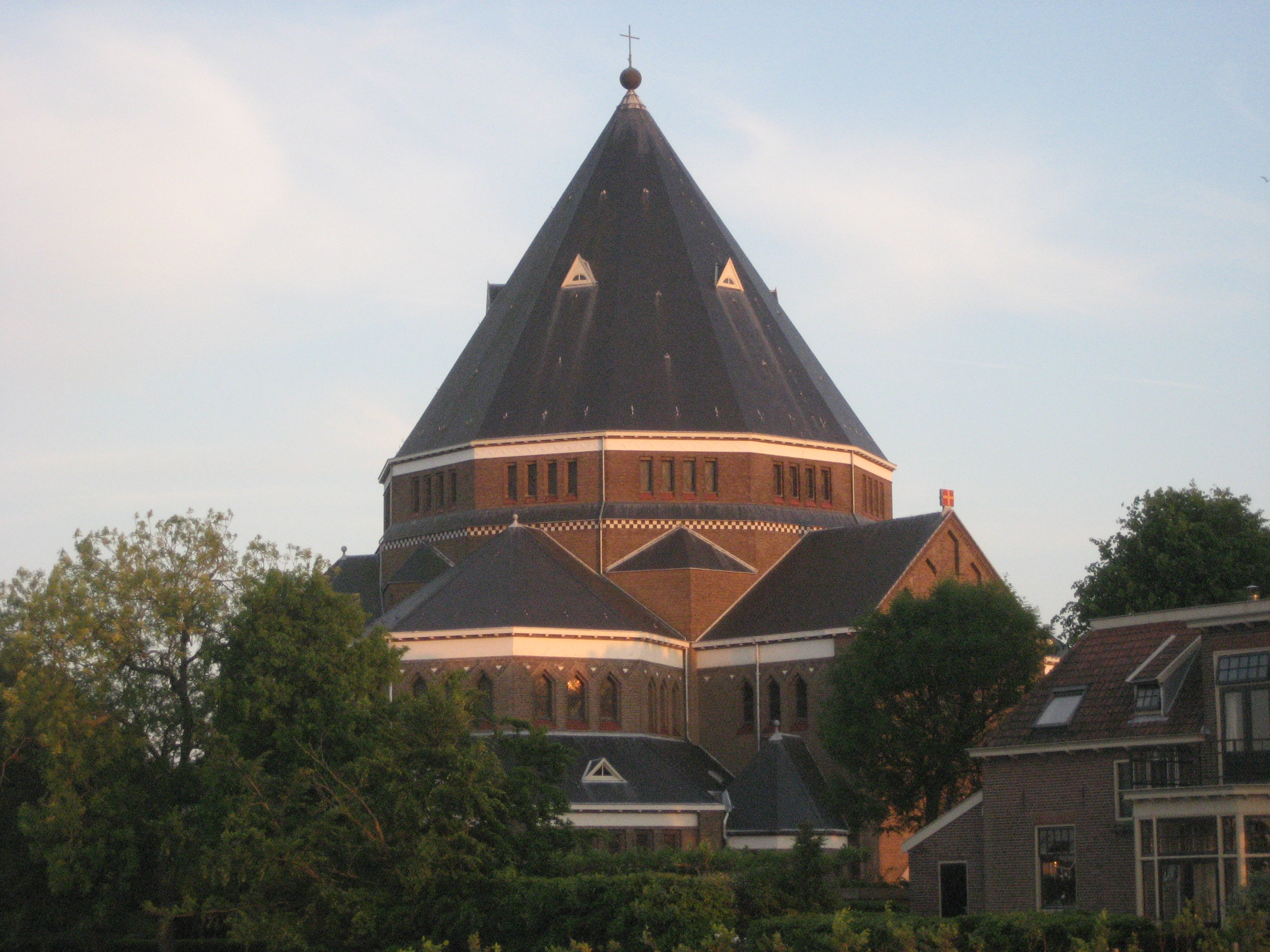
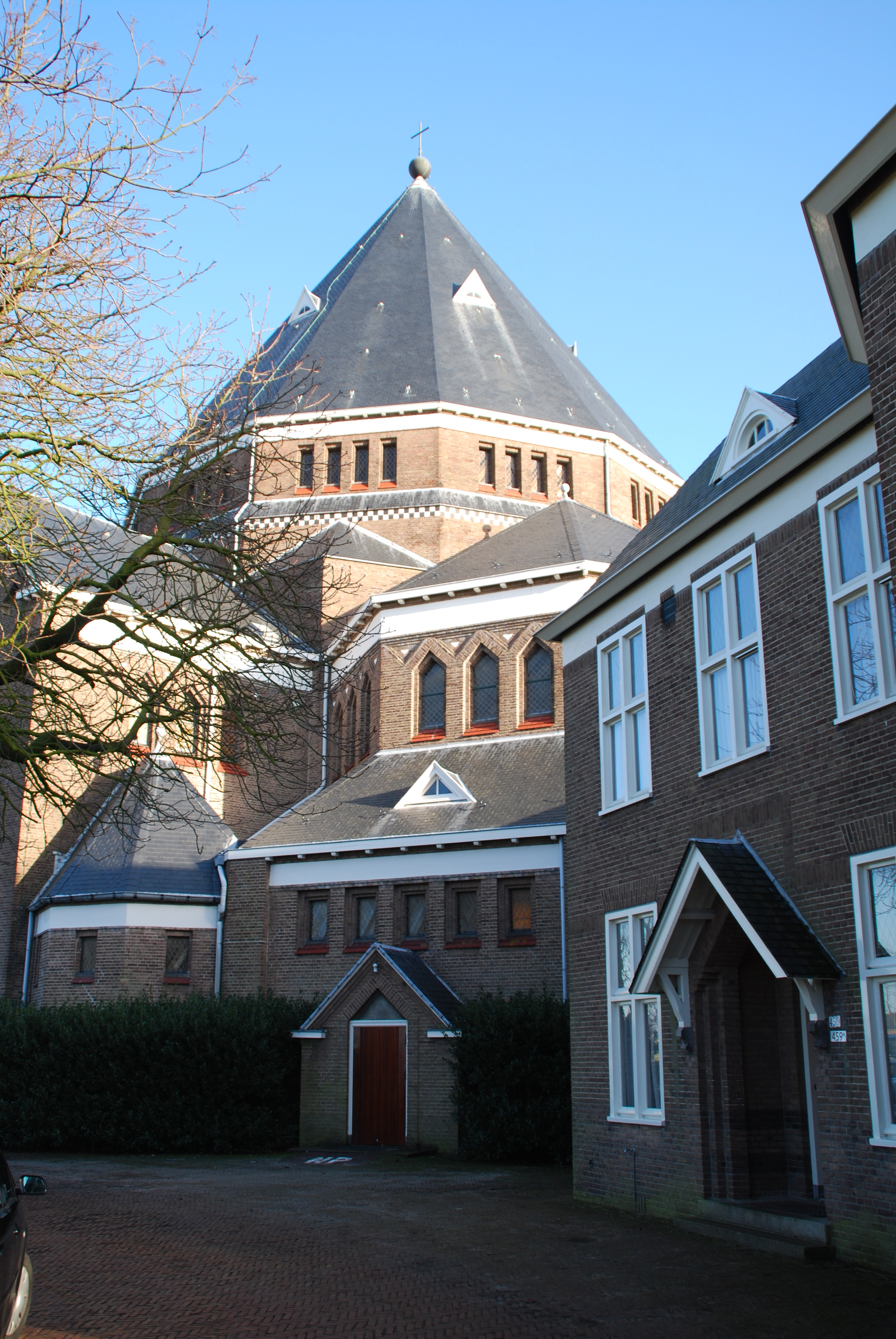
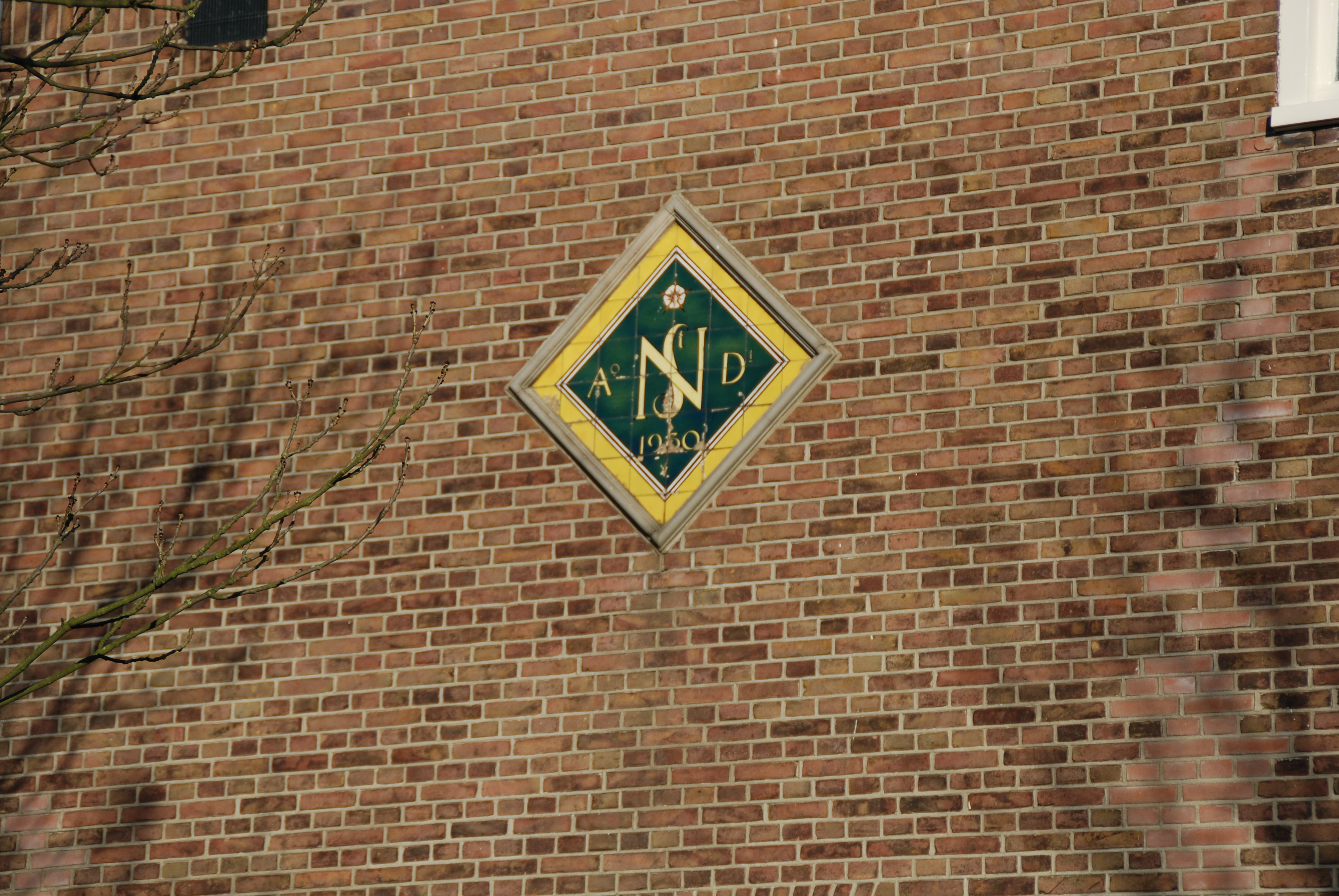